# Truckee
Truckee är en stad (town) i Nevada County, i delstaten Kalifornien, USA. Enligt United States Census Bureau har staden en folkmängd på 16 154 invånare (2011) och en landareal på 83,7 km².
Området runt Truckee och Donnersjön är sedan 1928 nationalparken Donner Memorial State Park till minne av den ödesdigra Donner-expeditionen. 